# Amanda Hopmans
Amanda Hopmans, née le 11 février 1976 à Goirle, est une ancienne joueuse de tennis néerlandaise.

## Palmarès

### Titre en simple dames
Aucun

### Finale en simple dames
| No | Date       | Nom et lieu du tournoi        | Catégorie | Dotation  | Surface      | Vainqueure       | Score         |          |
| -- | ---------- | ----------------------------- | --------- | --------- | ------------ | ---------------- | ------------- | -------- |
| 1  | 08/05/2000 | Warsaw Cup by Heros, Varsovie | Tier IVb  | 110 000 $ | Terre (ext.) | Henrieta Nagyová | 2-6, 6-4, 7-5 | Parcours |

### Titre en double dames
Aucun

### Finale en double dames
| No | Date       | Nom et lieu du tournoi | Catégorie | Dotation  | Surface      | Vainqueures                    | Partenaire       | Score     |          |
| -- | ---------- | ---------------------- | --------- | --------- | ------------ | ------------------------------ | ---------------- | --------- | -------- |
| 1  | 10/04/2000 | Estoril Open Lisbonne  | Tier IVa  | 140 000 $ | Terre (ext.) | Tina Križan Katarina Srebotnik | Cristina Torrens | 6-0, 7-69 | Parcours |

## Parcours en Grand Chelem

### En simple dames
| Année | Open d'Australie | Open d'Australie    | Internationaux de France | Internationaux de France | Wimbledon       | Wimbledon            | US Open         | US Open           |
| ----- | ---------------- | ------------------- | ------------------------ | ------------------------ | --------------- | -------------------- | --------------- | ----------------- |
| 1999  | -                | -                   | 1er tour (1/64)          | Martina Hingis           | 2e tour (1/32)  | Nathalie Tauziat     | 2e tour (1/32)  | Virginia Ruano    |
| 2000  | 1er tour (1/64)  | Sonya Jeyaseelan    | 1er tour (1/64)          | Katarina Srebotnik       | 1er tour (1/64) | Magdalena Grzybowska | 1er tour (1/64) | Gloria Pizzichini |
| 2001  | 1er tour (1/64)  | Meghann Shaughnessy | 1er tour (1/64)          | Marissa Irvin            | -               | -                    | 1er tour (1/64) | Jennifer Capriati |

À droite du résultat, l’ultime adversaire.

### En double dames
| Année | Open d'Australie              | Open d'Australie          | Internationaux de France    | Internationaux de France | Wimbledon                   | Wimbledon                | US Open                     | US Open             |
| ----- | ----------------------------- | ------------------------- | --------------------------- | ------------------------ | --------------------------- | ------------------------ | --------------------------- | ------------------- |
| 1999  | 1er tour (1/32) L. Pleming    | A. Olsza N. van Lottum    | -                           | -                        | -                           | -                        | -                           | -                   |
| 2000  | 1er tour (1/32) S. Noorlander | M. Hingis Mary Pierce     | 1er tour (1/32) C. Torrens  | A. Cocheteux N. Dechy    | 1er tour (1/32) L. Batcheva | M. de Swardt Navrátilová | 2e tour (1/16) Jelena Dokić | A. Fusai N. Tauziat |
| 2001  | 1er tour (1/32) S. Plischke   | Dominikovic Justine Henin | -                           | -                        | -                           | -                        | -                           | -                   |
| 2002  | -                             | -                         | 1er tour (1/32) L. Courtois | T. Garbin A. Widjaja     | -                           | -                        | -                           | -                   |

Sous le résultat, la partenaire ; à droite, l’ultime équipe adverse.

## Parcours aux Jeux olympiques

### En simple dames
| # | Date       | Nom de l'olympiade   | Surface    | Résultat        | Ultime adversaire  | Score    |          |
| - | ---------- | -------------------- | ---------- | --------------- | ------------------ | -------- | -------- |
| 1 | 19/09/2000 | Olympic Games Sydney | Dur (ext.) | 1er tour (1/32) | María Vento-Kabchi | 6-4, 6-3 | Parcours |

## Parcours en Fed Cup
| #                                                                      | Date       | Lieu          | Surface         | Gagnante(s)                  | Perdante(s)                   | Score          |          |
|                                                                        |            |               |                 |                              |                               |                |          |
| 1998 - 1/4 de finale (groupe mondial) - États-Unis - Pays-Bas - 5 : 0  |            |               |                 |                              |                               |                |          |
| 1                                                                      | 18/04/1998 | Kiawah Island | Terre (ext.)    | Lindsay Davenport            | Amanda Hopmans                | 6-4, 6-1       | Parcours |
| 1                                                                      | 18/04/1998 | Kiawah Island | Terre (ext.)    | Monica Seles                 | Amanda Hopmans                | 6-1, 6-2       | Parcours |
|                                                                        |            |               |                 |                              |                               |                |          |
| 1998 - Barrage (groupe mondial I) - Croatie - Pays-Bas - 3 : 2         |            |               |                 |                              |                               |                |          |
| 2                                                                      | 25/07/1998 | Bol           | Terre (ext.)    | Amanda Hopmans               | Iva Majoli                    | 6-1, 6-0       | Parcours |
| 2                                                                      | 25/07/1998 | Bol           | Terre (ext.)    | Silvija Talaja               | Amanda Hopmans                | 6-2, 6-3       | Parcours |
|                                                                        |            |               |                 |                              |                               |                |          |
| 1999 - 1/4 de finale (groupe mondial II) - Pays-Bas - Belgique - 0 : 5 |            |               |                 |                              |                               |                |          |
| 3                                                                      | 17/04/1999 | Bois-le-Duc   | Moquette (int.) | Dominique Monami             | Amanda Hopmans                | 6-1, 6-74, 7-5 | Parcours |
| 3                                                                      | 17/04/1999 | Bois-le-Duc   | Moquette (int.) | Justine Henin                | Amanda Hopmans                | 6-4, 6-3       | Parcours |
| 3                                                                      | 17/04/1999 | Bois-le-Duc   | Moquette (int.) | Sabine Appelmans Els Callens | Amanda Hopmans Miriam Oremans | 2-6, 6-3, 6-4  | Parcours |

## Classements WTA en fin de saison

### En simple
| Année | 1994 | 1995 | 1996 | 1997 | 1998 | 1999 | 2000 | 2001 | 2002 | 2003 |
| Rang  | 519  | 288  | 280  | 218  | 154  | 76   | 104  | 164  | 281  | 489  |

Source : (en) « Classements de Amanda Hopmans », sur le site officiel du WTA Tour

### En double
| Année | 1994 | 1995 | 1996 | 1997 | 1998 | 1999 | 2000 | 2001 | 2002 | 2003 |
| Rang  | 293  | 499  | 249  | 233  | 174  | 129  | 124  | 143  | 173  | 522  |

Source : (en) « Classements de Amanda Hopmans », sur le site officiel du WTA Tour